# Расстрел в Катерини
Расстрел в Катерини — расстрел 40 человек греческого гражданского населения, совершённый немецкими войсками 23 февраля 1943 года в городе Катерини, Центральная Македония, во время тройной, германо-итало-болгарской, оккупации Греции, в годы Второй мировой войны.
Совершён как карательная и превентивная мера после разрушения греческими партизанами одной из шахт добычи стратегически важного и дефицитного сырья для германской металлургической и военной промышленности — хромитов.

## Хромиты для Гитлеровской Германии
В 1938 году Гитлеровская Германия закупала треть необходимых для её промышленности хромитов в Турции, которая добывала 16 % добываемых в мире хромитов. При этом турки вынуждали немцев, вместе с необходимым им хромитами, закупать не сильно нужную им продукцию сельского хозяйства Турции.
Другими источниками хромитов для Германии были Южная Африка, Родезия, Филиппины, Югославия и Греция (у последних двух то, что оставалось после закупок Италии).
Более выгодный для турок торговый договор с Англией 1940 года, стал коммерческо-политическим событием, которое практически прервало турецкий экспорт хромитов в Германию на два года.
Прерванный с началом Второй мировой войны доступ к хромитам Африки и Филиппин, а также временная потеря турецкого рынка хромитов, вынудили Германию мобилизовать все возможные источники на юго-востоке Европы — в союзной немцам Болгарии и на оккупированных территориях Югославии, Албании и Греции.
В конце 1942 года, турки подписали с Германией ещё более выгодный для них договор на поставку 90 тыс. тонн хромитов (из 120 тыс. добываемых, по их заявлению, в стране).
К концу 1943 года в Германию были доставлены 45 тыс. турецких хромитов из, как характеризует её Франк Вебер, «уклончиво нейтральной» Турции (по советским источникам, в 1943 году Турция поставила в Германию 46,8 тыс. тонн хромовой руды).
В том что касается оккупированной Греции, 3 мая 1941 года, за месяц до завершения полной оккупации страны, генерал Георг Томас, будущий начальник Управления снабжения министерства вооружения, писал: « руды Греции в качестве сплавов имеют исключительное значения для производства германской военной промышленности, в основном руды никеля и хрома».
Германское командование предполагало добывать в Греции до 60 тыс. тонн хромитов, что представляло бы 33 % их потребления германской военной промышленности.
Однако эти предположения не оправдались полностью — в значительной мере в силу того, что многие шахты были из числа выработанных или заброшенных ещё до войны по причине нерентабельности, но главным образом по причине действий греческих партизан.

## Шахты хромитов — объекты атак греческих партизан
Штаб Народно-освободительной армии Греции (ЭЛАС), с самого начала своей деятельности определил значение шахт хромитов для немецкой военной промышленности и включил их в ряд основных объектов, подлежащих атаке и разрушению. Кроме того, в штаб ЭЛАС постоянно поступали запросы от союзников на разрушение шахт хромовых руд.
В результате атак греческих партизан и разрушений, причинённых ими шахтам Элафина, Цанглис, Ардуан, Агиос Димитриос и Олимпос в Центральной Македонии, Хро́мио и Войдо́лакос в Западной Македонии (последняя была разрушена отрядом Димитриса Зигураса в марте 1943 года), добыча хромовых руд в Греции в 1943 году была в значительной мере сорвана.

## Шахта Айос-Димитриоса
Шахта хромитов у центральномакедонского села Айос-Димитриос, находившаяся севернее Олимпа, принадлежала к числу шахт, заброшенных с межвоенного периода в силу нерентабельности, но восстановленных усилиями немцев в силу военной необходимости.
Примечательно то, что шахта и до войны принадлежала немецкой компании и что немцы располагали всей необходимой для них информацией об этой шахте.
В мае 1942 года немцы назначили управляющим шахты её довоенного служащего Кирасидиса, но уже в августе отправили его в концлагерь, но вовсе не за саботаж и борьбу против оккупантов, а за торговлю на чёрном рынке бензином, предоставляемым для работы шахты. Новым управляющим был назначен Дайфас, также бывший служащий шахты, о котором вскоре тоже появилась информация о злоупотреблениях должностью.
Для безвозмездной ежедневной работы на шахте немцы мобилизовали жителей села Айос-Димитриос. Кроме этого, немцы пригнали для работы на шахте 34 евреев жителей македонской столицы.

### Рабочие евреи
Эти 34 еврея были из числа 3500 выбранных на работы, после того как немцы согнали 9 тысяч евреев на площадь Свободы Салоник. 1200 из них были направлены на дорожные работы по оси Салоники-Катерини-Лариса, 500 имеющих специальность на заводы, остальные на шахты полуострова Халкидики и Верии и на работы на аэродроме Седес. После того как немцы убедились, что значительная часть евреев неспособна для тяжёлого  физического труда, соглашением от 17 октября 1942 года между немецкой комендатурой и еврейской общиной Салоник, община предоставила большой выкуп за право освобождения евреев от трудовой мобилизации. 34 человек направленных на шахту Айос-Димитриос были из числа способных к тяжёлому физическому труду.

## Разрушение шахты
В ночь с 18 на 19 февраля 1943 года к шахте подошёл отряд Народно-освободительной армии Греции, под командованием Фило́таса Адамидиса (партизанский псевдоним «Кацо́нис», в честь греческого капера и революционера XVIII века Ламброса Кацониса). Отряд был из Фессалии, но его командир, бывший офицер-резервист, македонянин «капитан Кацонис», был уроженцем города Науса в Центральной Македонии и более всего известен своей деятельностью в горах Пайкон и Вермион, где воевал командиром батальона 30-го полка ЭЛАС.
Отряд насчитывал до 300 человек, но его основные силы были задействованы в окружении шахты и перекрытии путей возможного подхода немецких частей.
Ударная группа отряда без труда нейтрализовала небольшую охрану шахты, взорвала входы в штольни и сбросила вагонетки в ущелье.
Греческие рабочие (нет отдельного упоминания о рабочих евреях) были включены в состав отряда, в то время как немцы надзиратель Хартман и шахтёр-инструктор Ценке сопровождали отряд в качестве пленных.
Завершив разрушение шахты и забрав взрывчатку и продовольствие, утром 19 февраля отряд Адамидиса вступил в село Агиос Димитриос, где опустошил а затем разрушил склады шахты. Часть бочек с бензином и мазутом партизаны забрали с собой, но число бочек превышало транспортные возможности партизан и бо́льшая часть топлива была вылита ими на дорогу.

## Расстрел
По получении известия о разрушении шахты, 20 февраля немецкое командование Центральной Македонии отправило из Салоник в регион шахты усиленную карательную роту. Рота прибыла в Катерини по железной дороге, после чего выдвинулась к Агиос Димитриос.
Партизаны предупредили жителей села о подходе немецкого карательного отряда. Основная часть жителей отошла на окружающие село высоты, но многие пожилые жители села предпочли остаться в своих домах.
На рассвете 21 февраля немцы подошли к селу и были обстреляны постом местной милиции (ополчения) выставленным у часовни Св. Афанасия. Это также было своего рода предупреждением жителям ещё остававшимся в селе.
Немцам удалось взять в заложники только 38 человек. 32 из них были жителями села, 5 были жителями фессалийского Ливади, которые в несчастливый для них час возвращались из Катерини домой, 1 был жителем города Лариса.
Один житель был убит при запоздалой попытке прорваться через кольцо окружения села.
Попытка партизан освободить заложников была безуспешной.
Заложников пешим ходом отвели на железнодорожную станцию города Катерини и заключили в грузовой вагон.
Немцы донесли до сведения партизанского командования, что готовы обменять заложников на двух пленных немецких специалистов и предъявили ультиматум на их освобождение сроком в три дня. Однако оба немца были расстреляны.
Современные издания объясняют/оправдывают («вероятно по причине») расстрел двух пленных немцев расстрелом за несколько дней до этих событий, 16 февраля, 117 жителей близлежащего фессалийского села Доменико. Однако Резня в Доменико была делом рук итальянских военных в итальянской зоне оккупации. Скорее всего, и это не единственный случай, не располагая лагерями военнопленных и в случаях преследования, партизаны так разрешали дилемму, что делать с пленными — освобождать или расстреливать.

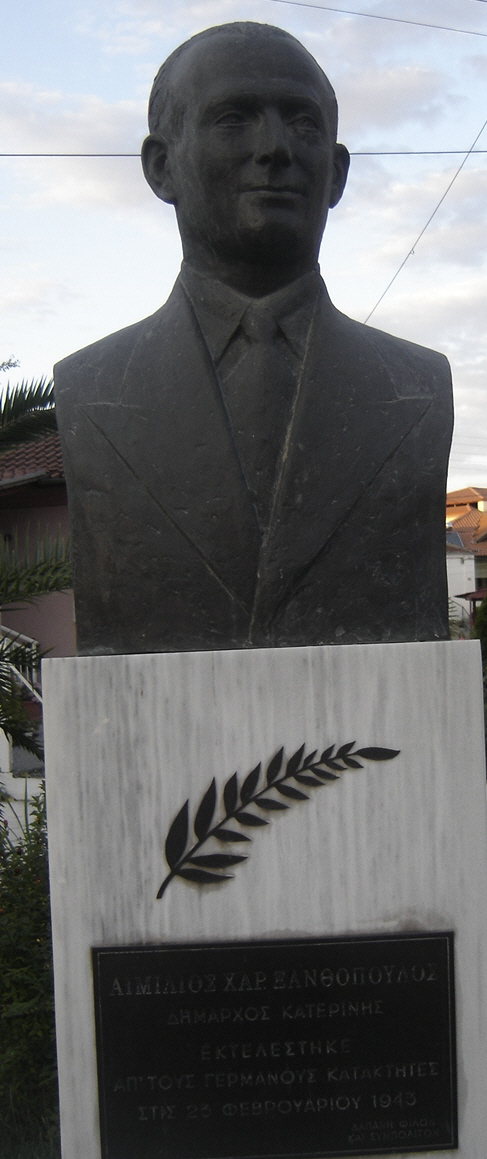
Бюст мэра Эмилия Ксантопулоса, установленный на одной из площадей Катерини.

23 февраля и с целью придать своим карательным и превентивным мерам больший вес, немцы арестовали и заключили в вагон с заложниками довоенного мэра Катерини Эмилия Ксанто́пулоса.
Ксантопулос был известным человеком в городе и во всей Пиерии, до войны состоял в совете директоров шахты Агиоса Димитриоса, и с началом оккупации немцы возложили на него обязанность снабжения шахтёров продовольствием.
Бывший мэр, которого немцы задним числом обвинили в коррупции и в поставках продовольствия партизанам и включили в число смертников, был удобной личностью для большего устрашения населения.
Ксантопулос в своей последней записке жене писал, что он и сам не знает «откуда пришла эта беда».
В тот же день, немцы блокировали Муниципальный рынок Катерини, выборочно мобилизовали 15 мужчин, вручили им лопаты и пешим ходом отправили на железнодорожную станцию.
Расстрел заложников состоялся за железнодорожным составом. 15 свидетелей не видели сам расстрел, лишь слышали пулемётные очереди. После чего они получили возможность убедиться, что все заложники, включая мэра, «лежали в луже крови» и приступили к закапыванию трупов.
2 марта, выходящая в Салониках, коллаборационистская газета «Новая Европа» опубликовала заявление военного коменданта Салоник — (островов) Эгейского моря:
«греческие бандиты, введённые в заблуждение большевистскими террористами атаковали шахту» и «по этой причине были расстреляны 37 жителей региона», «предупреждаю, германская армия будет и впредь наказывать любое террористическое действие греческих коммунистов».

## Впоследствии
На ответные действия оккупантов на протяжении всего февраля партизаны отвечали в регионе своими ответными действиями: была с успехом атакована шахта в селе Фотина, на которой работали 60 мобилизованных крестьян, был взорван мост в Мавронери, на 17-м километре дороги Катерини — Элассона, после чего состоялся бой, в ходе которого немцы потеряли убитыми 40 человек, до 3 тысяч крестьян из окружных сёл ломами и сельскохозяйственными механизмами разрушили во многих местах дорогу Катерини — Элассона, с тем чтобы прервать продвижение немецкой колёсной техники.
В день расстрела отряды ЭЛАС дали бой с немцами в теснине Петра, в то время как другие отряды сожгли лесопилку в селе Морна (Скотина)
Отметим, что последний эпизод стал причиной ошибочного утверждения издания компартии Греции, что расстрел в Катерини был совершён немцами в отместку за сожжение этой лесопилки:33). Кроме того что подобная репрессивная мера выглядит несимметричной с (не)значимостью данного объекта и связывает расстрел с акцией совершённой в тот же день, данное село (Скотина) «удостоилось чести» быть сожжёным немцами и расстрелом его жителей 19 декабря.

## На последнем этапе войны
Атаки греческих партизан на шахты хромитов и пути их транспортировки не прекращались. С конца 1943 года к этой деятельности подключились американские Греческие операционные группы, диверсанты которых были набраны из добровольцев греческого происхождения.
В конце мая 1944 года немногочисленная группа греко-американских диверсантов, в сотрудничестве с партизанами ЭЛАС, взорвала два моста на территории Греции и Болгарии, перерезав железнодорожную сеть для перевозки грузов хромовой руды из «нейтральной» Турции в Германию.
Это была одна из основных диверсионных задач союзников с начала войны:69.
При этом Ф. Вебер отмечает, что 20 апреля 1944 года под давлением стран антигитлеровской коалиции, Турция была вынуждена заявить о прекращении поставок хромитов Германии.
В любом случае, в период с конца апреля до конца мая 1944, поставки хромитов из Турции в Германию были прерваны как для официальных поставок, так и для неофициальных.
Имперское министерство вооружения, переименованное в Имперское министерство вооружения и военного производства, в январе 1944 года отмечало опасность деятельности партизан для добычи хромитов и требовало обеспечения безопасности путей их транспортировки. В августе, «теряя хладнокровие», министерство отмечало, что «нет в Европе никакой другой возможности добычи хромитов, кроме как на Балканах. Поэтому защита их добычи и транспортировки должна рассматриваться вермахтом как одна из самых первоочерёдных его задач».
Предвидя уход вермахта из Греции и Балкан и учитывая прекращение поставок из Турции, министерство докладывало, что располагаемые запасы хромитов иссякнут через 6 месяцев, что вынудит военную промышленность прервать свою деятельность.

## Память
Фило́тас Адамидис («капитан Кацо́нис») «виновник» разрушения шахты в Агиос Димитриос, вызвавшего Расстрел в Катерини (для местного сегодняшнего публициста А. Зарканеласа партизаны были виновниками расстрела), после перипетий Гражданской войны в Греции (1946—1949), был вынужден покинуть страну и 33 лет прожил политическим эмигрантом в Чехословакии.
На железнодорожной станции Катерини установлена памятная мраморная плита с именами расстрелянных в 1943 году.
Бюст расстрелянного мэра Эмилия Ксантопулоса установлен на одной из площадей города.